# Equipe macedônia na Copa Davis
A equipe macedônia na Copa Davis representa a Macedônia do Norte na Copa Davis, principal competição de tênis masculina por equipes do mundo. É administrada pela Macedonian Tennis Federation.